# 丹麥鎮區 (阿肯色州懷特縣)
丹麥鎮區（英語：Denmark Township）是位於美國阿肯色州懷特縣的一個行政鎮區。

## 地方資料
丹麥鎮區的面積為56.20平方千米，當中陸地面積為56.01平方千米，而水域面積為0.19平方千米。根據2010年美國人口普查的數據，當地共有人口532人，而人口密度為每平方千米9.47人。